# Carlos Villagrán
Carlos Villagrán Eslava (Ciudad de México, 12 de enero de 1944) es un actor y comediante mexicano. Es conocido principalmente por haber interpretado al personaje de Quico, en la serie El Chavo del 8. Su estilo gestual y su caracterización de personajes infantiles le otorgaron notoriedad a lo largo de varias décadas, que incluyó apariciones en televisión y cine, así como giras artísticas internacionales, e incursiones en medios de comunicación y actividades públicas de diversos países. 
Nacido en una familia de origen humilde, creció en la capital mexicana y trabajó desde joven junto a su padre, quien era fotógrafo callejero. En 1967 se incorporó como reportero gráfico al periódico El Heraldo de México, donde cubrió eventos como los Juegos Olímpicos de 1968. Ese mismo año comenzó a acercarse al medio televisivo, participando como extra en diversos programas de comedia. Su primera oportunidad como actor la obtuvo en espacios como El Club de Shory y El Club de los Millonarios, hasta que en 1970 fue invitado por Rubén Aguirre a una reunión donde conoció a Roberto Gómez Bolaños, quien poco después lo integró a sus programas de televisión. Villagrán alcanzó fama internacional interpretando al personaje de Quico en El Chavo del 8, transmitido entre 1973 y 1978, además de participar en El Chapulín Colorado y otros segmentos de Chespirito. 
También formó parte del elenco de humoristas de la cadena venezolana Radio Caracas Televisión, destacándose por protagonizar las series El Niño de Papel (1981), Federrico (1982-1983) y Las nuevas aventuras de Federrico (1983), producidas para dicho canal. Posteriormente trabajó en producciones mexicanas como ¡Ah, qué Kiko! (1988). Su uso del personaje en distintos países generó conflictos legales con Gómez Bolaños en torno a los derechos de autor. A lo largo de su carrera ha participado en giras, homenajes y apariciones esporádicas en medios. En 2021 incursionó brevemente en la política y en 2023 se dio a conocer que se encontraba en tratamiento por cáncer de próstata.

## Biografía y carrera

### 1944-1967: primeros años

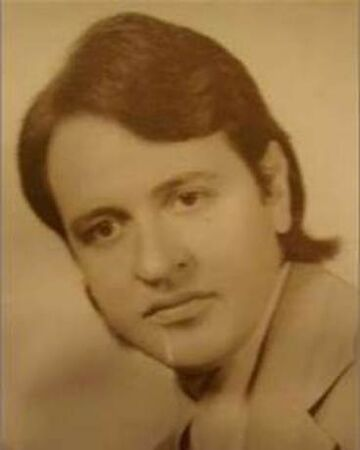
Villagrán, c. 1965.

Carlos Villagrán Eslava nació el 12 de enero de 1944 en Ciudad de México, siendo el segundo hijo de los cuatro que procrearon Carlos Villagrán Chávez y Eva Adela Eslava, ambos provenientes de familias de escasos recursos. Su padre trabajaba como fotógrafo callejero y él solía acompañarlo. Ya que alternaba sus estudios con el trabajo informal de su padre para poder ayudarlo a sacar adelante a su familia, solo logró cursar académicamente hasta el segundo grado de secundaria. 

### 1967-1970: actividad profesional inicial
En 1967, obtuvo su primer trabajo formal, siendo contratado como reportero gráfico para el periódico El Heraldo de México, en el que cubrió los Juegos Olímpicos de México 1968. Sin embargo, aprovechando su credencial de fotógrafo de prensa, en 1968 comenzó a frecuentar las instalaciones de Telesistema Mexicano. En dichas visitas, se fue adentrando a otro ambiente, el cual sería su verdadera vocación: la actuación. Él mismo pedía trabajo a productores y cómicos de la época, como es el caso de Capulina o Los Polivoces; ellos le daban trabajo como extra en sus programas, siempre actuando pero nunca hablando. También formó parte del elenco del programa Bartolo de Enrique Guzmán, cuyas apariciones eran de diversos papeles como banquero, representante artístico, gánster, policía, etcétera. Ese mismo año, muchos actores emigraron a Televisión Independiente de México, Carlos estuvo entre ese grupo. Pronto surgió el primer personaje que le daría popularidad, Pirolo, dentro del programa El Club de los Millonarios (1968). Luego de participar en El Club de los Millonarios, Carlos se unió a Rubén Aguirre, un actor, director y productor recién llegado de Monterrey, Nuevo León, quien comenzó en Canal 8 un programa llamado El Club de Shory, un programa de comedia en el que Villagrán interpretaba a una viejita llamada «Lola Mento».

### 1970-1981: trabajos con Roberto Gómez Bolaños
En 1970, Roberto Gómez Bolaños realizó una fiesta en su casa, a la que invitó a todos los que trabajaban con él en ese momento. Rubén Aguirre llevó a Villagrán a dicha fiesta como un invitado. En el lugar, Carlos interpretó un pequeño sketch cómico junto con Aguirre. La creatividad de ambos, así como su ingenio, caracterización y naturalidad, hicieron que Bolaños quedara impresionado. Días más tarde, este último contactó a Villagrán para invitarlo a unirse al reparto de Los supergenios de la Mesa Cuadrada. Tiempo después, también lo incorporó a otro de sus programas, Chespirito. Para 1973, cuando Chespirito fue cancelado, él continuó trabajando para Chespirito en El Chavo del 8 como Quico, y con distintos personajes en El Chapulín Colorado.
En 1978, Villagrán dejó el elenco del programa para comenzar su propio espectáculo con el personaje de Quico, para lo cual le solicitó autorización a Gómez Bolaños, quien accedió. Sin embargo, tiempo después el primero consideró que el personaje era de su autoría y demandó a Gómez Bolaños. El resultado fue favorecedor para Chespirito. Más tarde, Villagrán dijo que su salida del elenco se debió a problemas de «celos y envidia» entre su personaje y el del Chavo. De acuerdo a Vivar, este último solía escribir los mejores chistes de la serie para Quico, pues sabía de su popularidad en la audiencia. A pesar del conflicto con el creador de la serie, Villagrán grabó sus últimos capítulos con sus compañeros en 1978, con una aparente normalidad. Una vez que abandonó El Chavo del 8, Villagrán quiso usar el personaje para otro programa de Televisa, a lo cual se rehusó Gómez Bolaños ya que aquel no quería reconocer su autoría. Debido a esto, Azcárraga Milmo optó por cancelar el proyecto independiente de Quico. No obstante, el actor siguió usando el personaje en Venezuela en 1981.

### 1981-1986: incursión laboral en Venezuela
Luego de intentar otros proyectos cómicos en otros países, Villagrán se fue a Venezuela en 1981, donde produjo tres programas para Radio Caracas Televisión, 
donde trabajó con los humoristas venezolanos Honorio Torrealba y Emilio Lovera, canal que transmitió en ese país los episodios de El Chavo del 8 y El Chapulín Colorado (1975-1979, 1989-1993). El primero de estos programas fue El Niño de Papel (1981 - 1982), que logró mantenerse al aire solo unos pocos meses. Luego de la cancelación de la anterior en 1982
hizo la serie Federrico (1982 - 1983), que fue la más exitosa de su carrera en solitario. Su primera temporada contó con la actuación de Ramón Valdés. La personificación de Villagrán en este programa estaba basada en su conocido personaje de Quico en El Chavo del 8, y la trama era una especie de parodia de dicha serie. La segunda temporada y final fue rebautizada como Las Nuevas Aventuras de Federrico (1983-1984). Además de la producción de estas comedias para la televisión venezolana, también fue director de todas ellas y escritor de Federrico.
Villagrán también fue durante unos meses parte del elenco de humoristas del exitoso programa Radio Rochela también de RCTV, posteriormente fue protagonista de un espacio televisivo infantil en vivo, llamado El Circo de Monsiueur Cachetón. El actor interpretaba a Monsieur Cachetón, el dueño de un circo. Este programa era una especie de reminiscencia del programa de Bozo, con una gran interacción con el auditorio y llamadas telefónicas de televidentes. Fue emitido por varias cadenas latinoamericanas independientes a partir de 1985 y lo mantuvo de gira por el continente.
Su tercera y última serie fue Kiko Botones, en 1986, entre otros; estos programas fueron recibidos tibiamente por la audiencia. Fueron exportados a otros países, entre ellos México, donde fue emitido por la antigua cadena de TV estatal Imevision -hoy llamada TV Azteca- sin mucha resonancia de índice de audiencia.

### 1987-2014: regreso a México y conflictos legales con Bolaños
Luego de su experiencia en Venezuela tuvo una aventura en el exterior, el actor regresó con su personaje a México en 1987, donde logró un contrato con la pequeña televisora Tele Rey para realizar un nuevo proyecto de comedia, denominado ¡Ah, qué Kiko! en 1988. En un principio contó una vez más con la presencia de Ramón Valdés, siendo sustituido posteriormente por el actor Sergio Ramos «El Comanche» pues la sustitución de Ramón Valdés se dio a causa de su ya avanzado estado de salud en peligro de muerte por su cáncer de estómago. Sin embargo, la serie se canceló abruptamente con solo unos meses al aire, posiblemente debido a la escasa audiencia que logró.
El 1 de abril de 2000, durante un especial de El Chavo del 8 que Televisa organizó como un homenaje a Gómez Bolaños por su larga trayectoria, se logró una supuesta reconciliación entre Carlos Villagrán y Roberto Gómez Bolaños. Esta también fue la primera ocasión que se volvieron a ver tras 22 años de alejamiento. Sin embargo, con el tiempo se demostró que esa supuesta reconciliación fue básicamente un recurso publicitario.
Roberto Gómez estableció batallas legales con los antiguos actores de El Chavo del 8 para evitar que usaran los personajes del programa sin su consentimiento. Esta fue una de las razones por las que Villagrán se mudó a Argentina, donde puede usar libremente el personaje de Kiko ya que Chespirito no tenía poder de derechos de autor en Argentina y el nombre está registrado en México como Quico, mientras que Carlos Villagrán lo registró como Kiko. No se tuvo constancia de reconciliación real, ni de acercamiento entre Gómez Bolaños y Villagrán, ni tampoco con María Antonieta de las Nieves, con quien también mantuvo una lucha legal por el uso del personaje de la Chilindrina. 
En 2010, Carlos estuvo en Brasil para participar en la segunda edición del Festival da Boa Vizinhança, un evento organizado por el Club de Fans de Chespirito Brasil y que reúne a los fans de la serie de televisión El Chavo del Ocho, en São Paulo. El evento tuvo lugar el 24 de abril de 2010. Durante su estancia en el país, Villagrán se reencontró con Edgar Vivar, el Sr. Barriga, quien también participó en el Festival.
El 23 de enero de 2013, se reencontró con María Antonieta de las Nieves, en un reportaje para Estrella TV, un canal hispano de Estados Unidos. Desde esta reunión, se hicieron grandes amigos. Ese mismo año, aparecieron juntos en televisión dos veces más. La primera fue el 12 de marzo de 2013, en otro reportaje de Estrella TV; esta vez, ambos aparecieron vestidos como Quico y Chilindrina. Y el 5 de junio de 2013, aparecieron juntos en el programa Un nuevo día, del canal Telemundo.
Tras confirmar el fallecimiento de Gómez Bolaños, ocurrido el 28 de noviembre de 2014, Villagrán entregó un mensaje en su página de Facebook lamentando el suceso. Días después, estuvo presente durante el funeral de Bolaños. En esa ocasión, se reencontró con Florinda Meza. Tras dejar las series de Chespirito en 1979, Carlos acusó a Florinda de influir en Bolaños para que redujera el papel del personaje Quico en El Chavo del Ocho. Carlos y Florinda no se habían visto en más de treinta años. Durante ese reencuentro, Carlos abrazó a Florinda para consolarla por la muerte de Bolaños.

### 2014-presente: vida y proyectos posteriores

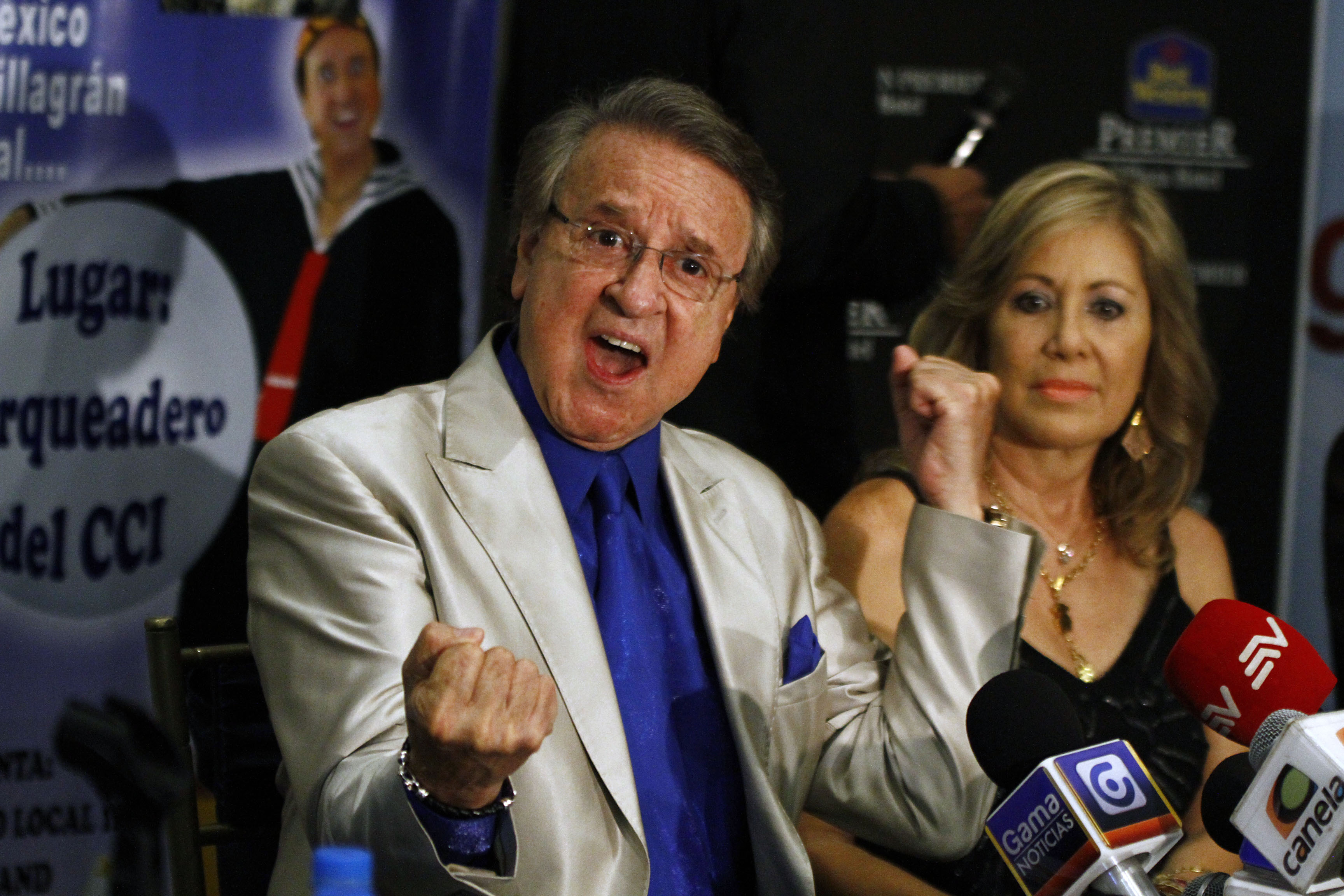
Villagrán, en marzo de 2015.

En octubre de 2017, estuvo en São Paulo para asistir al estreno de la película brasileña Cómo ser el peor estudiante de la escuela. El actor también concedió varias entrevistas a la prensa sobre la película. En la película, Carlos interpreta al director de la escuela, llamado Ademar F. Melquior. El actor admitió que tenía dificultades con el portugués, pero también tomó clases para hablar el idioma en la película e hizo su mejor esfuerzo. Dijo que estaba impresionado con la película, especialmente con el montaje; y que fue emocionante interpretar a un personaje tan diferente de Quico. La película marcó el regreso de Carlos Villagrán al cine después de casi cuarenta años, ya que su última película había sido El Chanfle, de 1979.
En 2021, incursionó en la política como candidato del partido Querétaro Independiente en las elecciones federales de México de ese año. Sin embargo, al poco tiempo renunció a su candidatura.
El 17 de noviembre de 2023, se reveló que Carlos Villagrán se encontraría en tratamiento por un cáncer de próstata, lo cual fue confirmado días más tarde por el entorno del actor. El mismo año, colaboró con la Embajada de Estados Unidos en México en una serie de videos en favor de la inmigración legal.

## Filmografía

### Cine
| Año  | Título                                | Papel           |
| ---- | ------------------------------------- | --------------- |
| 2017 | Como se Tornar o Pior Aluno da Escola | Ademar          |
| 1979 | El Chanfle                            | Valentino       |
| 1978 | La hora del jaguar                    | Voz             |
| 1975 | El infierno tan temido                | Voz             |
| 1974 | Fe, Esperanza y Caridad               | Hombre en circo |

### Televisión
| Año       | Título                              | Papel                                             |
| --------- | ----------------------------------- | ------------------------------------------------- |
| 2014      | Cantar Villancico                   | Él mismo                                          |
| 2012      | Mi sueño es Bailar                  | Él mismo                                          |
| 2000      | No contaban con mi astucia          | Él mismo                                          |
| 1984-1987 | Radio Rochela                       | Varios                                            |
| 1987-1988 | ¡Ah qué Kiko!                       | Kiko                                              |
| 1986      | Kiko Botones                        | Kiko                                              |
| 1985      | El circo de Monsieur Cachetón       | Monsieur Cachetón                                 |
| 1984-1985 | Las nuevas aventuras de Federrico   | Federrico (Kiko)                                  |
| 1982-1983 | Federrico                           | Federrico                                         |
| 1981-1982 | El Niño de Papel                    | El niño de papel                                  |
| 1980      | El Show de Carlos Villagrán         | El niño                                           |
| 1973-1978 | El Chapulín Colorado                | Nene, El Cuajinais, Tímido, Rey, Banquero, varios |
| 1972-1978 | El Chavo del 8                      | Quico                                             |
| 1970-1973 | Chespirito                          | Varios                                            |
| 1971      | Los supergenios de la mesa cuadrada | Hombre en el bar                                  |
| 1968      | El club de Shory                    | Lola Mento                                        |
| 1965      | El club de los millonarios          | Pirolo                                            |